# Сперати, Жан де
Джованни (Жан) де Сперати (итал. Giovanni (Jean) de Sperati; 14 октября 1884 — 28 апреля 1957 года) — итальянский фальсификатор почтовых марок. Робсон Лоу считал его художником и даже профессиональные марочные эксперты того времени подтверждали подлинность его творений. Сперати создал то, что он назвал «Золотой книгой» (Livre d’Or), которой он похвастался в своей автобиографии и которая содержала 239 положительных заключений о подлинности его подделок многих экспертов, в том числе Эдварда Диены и Королевского Филателистического общества Лондона.

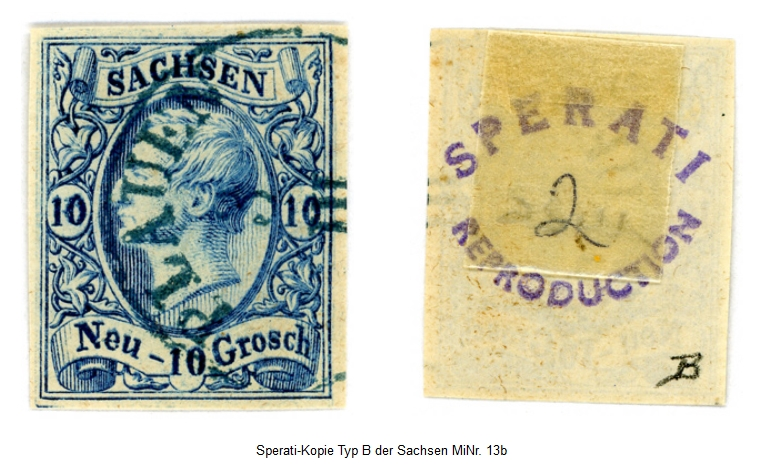
Подделка Сперати марки Саксонии (1856)

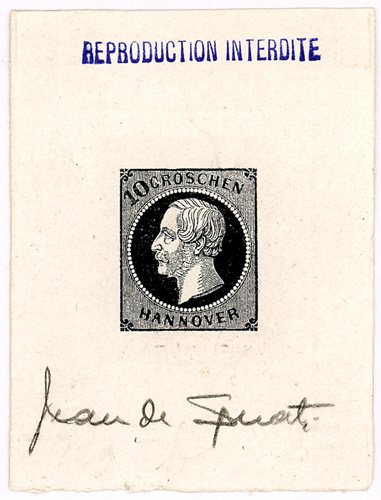
Недатированная работа Жана де Сперати: История почты и почтовых марок Ганновера (возможно, эскиз)

## Ранний период жизни
Сперати родился в 1884 году в Пистое (Италия), хотя провёл значительную часть своей жизни во Франции, где принял имя Жан. Сперати хранил итальянский паспорт в течение всей своей жизни и всегда считал себя итальянцем. В детстве в Пистойе и позже во Франции, Сперати начал собирать почтовые марки. Он особенно интересовался способами печати, а также фотографией, которая находилась в зачаточном состоянии в то время. Родственники владели фабрикой по производству открыток, а также целлюлозно-бумажным заводом. Благодаря этому Жан де Сперати смог получить глубокие познания в области фотографических процессов, технологии печати и химикатов. Они послужили основой для его последующей карьеры в качестве подделывателя почтовых марок.

## Первые подделки
Первые попытки копировать почтовые марки стали на редкость удачными. Первыми его подделками были ценные почтовые марки Сан-Марино, и филателистические эксперты посчитали их подлинными. После этого Сперати начал изготавливать многочисленные дальнейшие репродукции ценных марок всего мира. В конечном итоге это вылилось в более чем 500 мастерски изготовленных подделок марок, выпущенных более чем 100 различными эмитентами.
В 1942 году впервые в своей жизни Сперати вступил в конфликт с законом. Посылка, отправленная как ценная Сперати в адрес филателистического дилера в Лиссабон (Португалия), была перехвачена французской таможней. Она содержала несколько поддельных немецких почтовых марок. Его обвинили в «вывозе капитала» без разрешения и в попытке избежать уплаты таможенных платежей. Он заявил о своей невиновности и объяснил полиции, что посылка содержала только копии ценных марок, которые он изготовил сам, после чего полиция привлекла лучших в стране филателистических экспертов для прояснения обстоятельств дела. Привлечённые эксперты пришли к заключению, что все эти марки — подлинные и очень ценные при этом. Сперати все-таки удалось убедить полицию, что это подделки, поэтому он был обвинён в мошенничестве. Суд над ним состоялся в апреле 1948 года.

## Судебный процесс 1948 года
В своё оправдание Жан де Сперати попытался убедить суд в том, что у него не было мошеннических намерений при продаже марок. Он считал себя художником, а не фальшивомонетчиком. Кроме того, он заявил суду, что он просто забыл чётко пометить марки как подделки и пообещал быть более внимательными в отношении такой маркировки в будущем. Он утверждал, что предлагал подделки редких марок по цене около 1 % от их нормальной рыночной стоимости для того, чтобы помочь простым коллекционерам получить эти раритеты. Тем не менее, парижский суд осудил Жана де Сперати и приговорил его к году тюремного заключения, 10 тысячам франков штрафа и еще к 300 тысячам франков за преступные намерения. Парижский суд осудил его не за изготовление имитаций, а скорее за «мошеннические намерения» Сперати. Он был осужден в апреле 1948 года.

## После вынесения обвинительного приговора
Жан де Сперати не пришлось отбывать тюремный срок по причине возраста — ему было уже более 64 лет. В 1954 году он продал все свои оставшиеся подделки, а также все клише «Британской филателистической ассоциации» за огромную сумму. Затем он бросил заниматься подделками и пообещал никогда больше не подделывать почтовых марок. Мотивом для продажи инструментов его ремесла «Британской филателистической ассоциации» было предотвращение попадания их в руки тех, кто мог бы подражать его работе. Жан де Сперати умер три года спустя в Экс-ле-Бене в возрасте 73 лет.

## Наследие
Подделки Жана де Сперати являются одними из лучших в мире. Многие из них остаются незамеченными в различных коллекциях. Жан де Сперати фальсифицировал только самые ценные раритеты мира филателии. Он делал это с неподражаемой точностью, которой едва ли добивались какие-либо другие фальсификаторы почтовых марок. Изготовленные Сперати подделки сегодня никак нельзя назвать ничего не стоящими. Они высоко ценятся и имеются высокую стоимость как особые объекты коллекционирования. Жан де Сперати уделял большое внимание точности почтового штемпеля при фальсификации марок. Поэтому штемпели, обнаруживаемые на его подделках, ограничены почтовыми штемпелями крупных городов. Фальсификаты Сперати в настоящее время очень ценятся на филателистическом рынке. Считается, что он, возможно, изготовил более 5000 подделок.